# Bedřich Kopold
Plk. Bedřich Kopold (10. srpna 1921 Moravská Ostrava – 2007) byl československým důstojníkem, příslušníkem 1. československého armádního sboru, komunistickým funkcionářem a politickým vězněm.

## Život

### Před druhou světovou válkou
Bedřich Kopold se narodil 10. srpna 1921 v Moravské Ostravě v židovské rodině. Studoval na reformním reálném gymnáziu, studium byl ale nucen v roce 1938 z důvodu finanční tíže ukončit. Poté se učil na pekaře.

### Druhá světová válka
Po německé okupaci v březnu 1939 byl Bedřich Kopold v říjnu téhož roku zařazen do jednoho z prvních židovských transportů z území protektorátu Čechy a Morava směřujícího k německo-sovětským hranicím. Podařilo se mu uprchnout a následně přejít do Sovětského svazu. Pracoval jako horník na Donbasu, poté jako učitel němčiny na pedagogické škole. Po napadení Sovětského svazu Německem byl přesunut do Uzbekistánu a pracoval na plantážích s bavlnou. V únoru 1942 se přihlásil do vznikající československé vojenské jednotky v Sovětském svazu, kde absolvoval základní výcvik a poddůstojnický kurz. Zúčastnil bojů o Sokolovo, Karpatsko-dukelské operace a dalších střetů na východní frontě a během osvobozování Československa. Působil jako osvětový důstojník a redaktor vojenských periodik. V roce 1943 vstoupil do Komunistické strany Československa. Konec války jej zastihl v Brně.

### Po druhé světové válce
Po skončení druhé světové války zůstal Bedřich Kopold v armádní službě. Oženil se s Jiřinou Švermovou, dcerou komunistického funkcionáře Jana Švermy a bývalou spojařskou důstojnicí 1. československého armádního sboru. Manželům se v roce 1947 narodil syn Jan a v roce 1951 dcera Bedřiška. Poválečnou kariéru započal Bedřich Kopold jako zástupce náčelníka oblastní správy osvěty v Brně. Následně stoupal ve vojensko-politické i stranické hierarchii až na post zástupce náčelníka Hlavní politické správy v Praha, zastával i další souběžné funkce. Dne 21. ledna 1951 byl zatčen a obviněn ze sabotování výstavby armády. Dne 1. dubna 1954 byl odsouzen k osmnácti letům vězení, trest si odbýval v uranových dolech na Jáchymovsku a Příbramsku a věznicích v Leopoldově a na Pankráci. Jeho žena a děti byly do roku 1952 internovány. V roce 1956 mu byl trest přerušen, následně zrušen a v roce 1963 byl rehabilitován. Poté pracoval na ČVUT. Zemřel v roce 2007.

## Rodina
- Manželka Bedřicha Kopolda Jiřina Kopoldová vystudovala Přírodovědeckou fakultu Univerzity Karlovy a po rehabilitaci po politických procesech pracovala v Izotopové laboratoři biologických ústavů ČSAV v Praze.[1]
- Dcera Bedřicha Kopolda JUDr. Bedřiška Kopoldová vystudovala práva, je autorkou prací z oblasti kriminologie a publicistkou o tématech sociálních problémů.[2]
- Tchán Bedřicha Kopolda Jan Šverma zahynul 10. listopadu 1944 po porážce Slovenského národního povstání během ústupu do hor.
- Tchyně Bedřicha Kopolda Marie Švermová zastávala po druhé světové válce vysoké funkce v Komunistické straně Československa, mj. i organizovala sbírání podpisů v petici žádající popravu Milady Horákové. Strávila pět let ve vězení po tzv. procesu s krajskými tajemníky. V roce 1977 podepsala Chartu 77.

## Vyznamenání
- 1948 Sokolovská pamětní medaile
- 3x Československý válečný kříž 1939